# Philip Deidesheimer

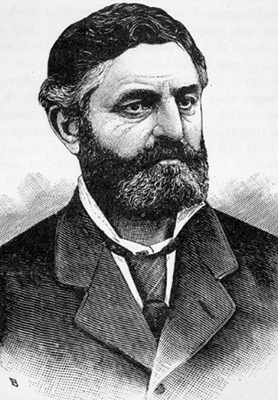
Philip Deidesheimer

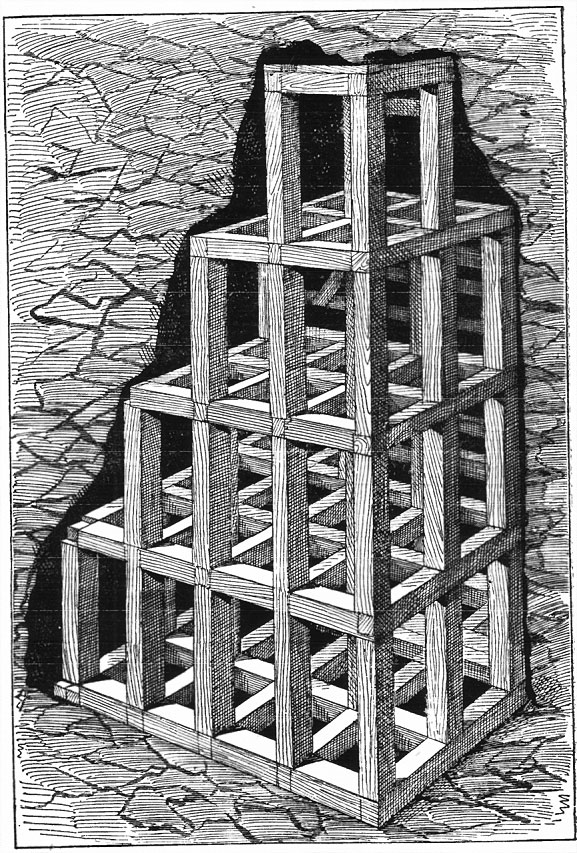
Von Philip Deidesheimer entwickelte Stützmethode

Philip Deidesheimer (* 1832 in Darmstadt; † 21. Juli 1916 in San Francisco) war ein deutscher Bergbauingenieur, der ein fortschrittliches System zum Grubenausbau entwickelte.

## Leben
Deidesheimer wurde als Sohn jüdischer Eltern geboren. Im Alter von 20 Jahren war er Absolvent der Freiberger Bergakademie, wanderte in die USA aus und sammelte ab 1851 neun Jahre lang Bergbauerfahrung in Eldorado County (Kalifornien). Im November 1860 zog er nach Virginia City (Nevada). Hier wurde Deidesheimer von der Ophir Company beauftragt, ein System zu entwickeln, welches das Schürfen von Erzen für die Bergleute sicherer machen sollte; die Ophir Company betrieb damals Bergbau in der Comstock Lode, einer Gold- und Silbermine, die seinerzeit die wichtigste Mine der Welt war und deren Bergbaumethoden die Bergbautechnik bis ins 20. Jahrhundert hinein beeinflussten.
Die Bergbaumethoden zu der Zeit waren für die Bergleute hier sehr gefährlich: Um das Erz möglichst schnell abtragen zu können, wurde die erzführende Schicht in breiten Gräben abgetragen, welche einsturzgefährdet waren. Ein einfaches Umkleiden der Gräben mit Holz kam wegen der geologischen Gegebenheiten nicht infrage, da das Erz nicht in einer einzelnen Ader abgelagert war, sondern sich wie Rosinen in einem Kuchen im Boden verteilte. Deidesheimer entwickelte schließlich ein System aus kurzen, schweren hölzernen Balken, mit denen er kubische Hohlräume formte; mit dem System war es möglich, Stollen jeder Größe untertage anzulegen; es bot den Bergleuten die Möglichkeit, die verschiedenen Erzadern zu erschließen, ohne deren Sicherheit zu gefährden. Deidesheimer wurde bei dieser Entwicklung von den Strukturen von Bienenwaben inspiriert.
Deidesheimer ließ seine Erfindung nicht patentieren, sondern stellte sie zum freien Gebrauch zur Verfügung. Nachdem er das System entwickelt hatte, erhielt er bei der Ophir Company für einige Zeit den Posten des Superintendenten. Mitte 1866 zog er nach Montana, wo er eine ähnliche Position bei der St. Louis and Montana Mining Company ausübte. 1868 kehrte er nach Virginia City zurück und verlor 1875 sehr viel Geld bei einem Börsencrash. Im Alter von 43 zog er danach nach San Francisco. Hier handelte er mit Immobilien und verlor schließlich sein ganzes Vermögen beim San-Francisco-Erdbeben von 1906. Deidesheimer verstarb schließlich verarmt im Alter von 84 Jahren in San Francisco.

## Erwähnenswertes
- Die Gegebenheit war im Jahr 1959 Inspiration für eine Folge der US-Serie Bonanza, in der Deidesheimers Herkunft jedoch – dem Zeitgeist der Nachkriegsära folgend – als „holländisch“ (und nicht als deutsch) ausgewiesen wurde; die Folge trägt im Original den Titel The Philip Deidesheimer Story.
- Nach Philip Deidesheimer wurde das Örtchen Philipsburg im US-Bundesstaat Montana benannt.[3]
- Deidesheimer wurde 1988 in die National Mining Hall of Fame der USA aufgenommen.[4]